# خافکوییه
خافکوییه، روستایی از توابع خبر شهرستان بافت در استان کرمان ایران است.

## جمعیت
این روستا در دهستان خبر قرار دارد و براساس سرشماری مرکز آمار ایران در سال ۱۳۸۵، جمعیت آن ۳۵۳ نفر (۷۰ خانوار) بوده‌است.

## جاذبه های گردشگری
روستای خافکوییه دارای کوه و جنگل های بکر و طبیعت وحشی فوق العاده زیبای می‌باشد که هر ساله میزبان گردشگران زیادی از شهرستان های اطراف می‌باشد